# Mistrzostwa Afryki w Kolarstwie Szosowym 2021
Mistrzostwa Afryki w Kolarstwie Szosowym 2021 – zawody mające wyłonić najlepszych kolarzy szosowych w Afryce, które odbyły się w dniach od 2 do 6 marca 2021 w Kairze.

## Medaliści

### Mężczyźni

#### Elita
| Wyścig                               | Złoto                                                                         | Srebro                                                                             | Brąz                                                                      | Źródło |
| ------------------------------------ | ----------------------------------------------------------------------------- | ---------------------------------------------------------------------------------- | ------------------------------------------------------------------------- | ------ |
| jazda drużynowa na czas (2 marca)    | Południowa Afryka Ryan Gibbons · Kent Main · Gustav Basson · Jason Oosthuizen | Rwanda Jean Bosco Nsengimana · Moïse Mugisha · Jean Eric Habimana · Joseph Arreuya | Algieria Youcef Reguigui · Hamza Mansouri · Nassim Saidi · Azzedine Lagab | [ 1 ]  |
| jazda indywidualna na czas (3 marca) | Ryan Gibbons                                                                  | Kent Main                                                                          | Moïse Mugisha                                                             | [ 2 ]  |
| wyścig ze startu wspólnego (6 marca) | Ryan Gibbons                                                                  | Nassim Saidi                                                                       | Youcef Reguigui                                                           | [ 3 ]  |

#### Juniorzy
| Wyścig                               | Złoto                                                                                              | Srebro                                                                          | Brąz                                                                                   | Źródło |
| ------------------------------------ | -------------------------------------------------------------------------------------------------- | ------------------------------------------------------------------------------- | -------------------------------------------------------------------------------------- | ------ |
| jazda drużynowa na czas (2 marca)    | Algieria Salah Eddine Ayoubi Cherki · Abdelkrim Ferkous · Mohamed Redwane Brinis · Khaled Mansouri | Rwanda Etienne Tuyizere · Valens Iradukunda · Samuel Niyonkuru · Hussein Mugabu | Południowa Afryka Pedri Crause · Justin Chesterton · Chanton Perrins · Jason Bruintjes | [ 4 ]  |
| jazda indywidualna na czas (3 marca) | Pedri Crause                                                                                       | Etienne Tuyizere                                                                | Justin Chesterton                                                                      | [ 5 ]  |
| wyścig ze startu wspólnego (5 marca) | Etienne Tuyizere                                                                                   | Mohammed Najib Sanbouli                                                         | Samuel Niyonkuru                                                                       | [ 6 ]  |

### Kobiety

#### Elita
| Wyścig                               | Złoto                                                                                              | Srebro                                                                                    | Brąz                                                                      | Źródło |
| ------------------------------------ | -------------------------------------------------------------------------------------------------- | ----------------------------------------------------------------------------------------- | ------------------------------------------------------------------------- | ------ |
| jazda drużynowa na czas (2 marca)    | Południowa Afryka Carla Oberholzer · Hayley Preen · Frances Janse van Rensburg · Maroesjka Matthee | Rwanda Diane Ingabire · Valantine Nzayisenga · Jacqueline Tuyishimire · Josiane Mukashema | Etiopia Selam Amha · Serkalen Taye Watanga · Miheret Asegele Gebreyewhans | [ 7 ]  |
| jazda indywidualna na czas (3 marca) | Carla Oberholzer                                                                                   | Frances Janse van Rensburg                                                                | Vera Looser                                                               | [ 8 ]  |
| wyścig ze startu wspólnego (6 marca) | Carla Oberholzer                                                                                   | Hayley Preen                                                                              | Vera Looser                                                               | [ 9 ]  |

#### Juniorki
| Wyścig                               | Złoto                                                                                 | Srebro                                                        | Brąz           | Źródło |
| ------------------------------------ | ------------------------------------------------------------------------------------- | ------------------------------------------------------------- | -------------- | ------ |
| jazda drużynowa na czas (2 marca)    | Południowa Afryka Chante Olivier · Ainslii De Beer · Amber Hindmarch · Mckenzie Pedro | Egipt Gana Eliwa · Hapepa Eliwa · Habiba Edris · Mariam Habib | –              |        |
| jazda indywidualna na czas (3 marca) | Chante Olivier                                                                        | Hapepa Eliwa                                                  | Nesrine Houili | [ 10 ] |
| wyścig ze startu wspólnego (5 marca) | Chante Olivier                                                                        | Hapepa Eliwa                                                  | Nesrine Houili | [ 11 ] |

### Konkurencje mieszane

#### Elita
| Wyścig                            | Złoto | Srebro | Brąz | Źródło |
| --------------------------------- | --- | --- | --- | ------ |
| jazda drużynowa na czas (4 marca) | Południowa Afryka Kent Main · Gustav Basson · Carla Oberholzer · Frances Janse van Rensburg · Hayley Preen · Ryan Gibbons | Rwanda Jean Bosco Nsengimana · Moïse Mugisha · Jean Eric Habimana · Diane Ingabire · Valantine Nzayisenga · Jacqueline Tuyishimire | Etiopia Tsgabu Grmay · Sintayehu Kebede · Yared Beharu · Selam Amha · Miheret Asegele Gebreyewhans · Serkalen Taye Watango | [ 12 ] |